# ستيف أولسن
ستيف أولسن (بالدنماركية: Steve Olesen)‏ هو لاعب كرة الريشة دنماركي، ولد في 22 ديسمبر 1993.

## وصلات خارجية
- ستيف أولسن على موقع BWF.tournamentsoftware.com (الإنجليزية)
- ستيف أولسن على موقع BWFbadminton.com (الإنجليزية)